# 博阿维斯塔达斯米索埃斯
博阿维斯塔达斯米索埃斯是巴西南大河州的一个市镇。总面积195.358平方公里，总人口2066人，人口密度10.6人/平方公里。